# Matt Forté
Matthew Garrett Forté (Lake Charles, 10 dicembre 1985) è un ex giocatore di football americano statunitense che ha militato nel ruolo di running back nella National Football League. Fu scelto nel corso del secondo giro (44º assoluto) del Draft NFL 2008 dai Chicago Bears. Al college ha giocato a football all'Università di Tulane.

## Carriera universitaria
Nei 4 anni in cui giocò con i Tulane Green Wave, Forté apparve in 43 partite come running back, totalizzando 4 265 yard su corsa e 39 touchdown in 833 portate e 985 yard ricevute con 5 TD su 103 ricezioni. Matt ottenne i seguenti riconoscimenti:
- Conference USA All-Freshman (2004)
- All-Conference USA (2005, 2007)
- Third-team All-American, secondo l'Associated Press (2007)
- MVP del Senior Bowl (2008).

## Carriera professionistica

### Chicago Bears

#### Stagione 2008
Al Daft NFL 2008, Forté fu selezionato come 44ª scelta dai Chicago Bears. Prima dell'inizio della stagione dovette superare la concorrenza per il posto da titolare con i compagni di squadra Adrian Peterson e Garrett Wolfe. Debuttò nella NFL il 7 settembre 2008 contro gli Indianapolis Colts indossando la maglia numero 22, in cui segnò un touchdown su corsa da 50 yard.
Nella 12ª settimana vinse il titolo miglior rookie della settimana. A fine stagione riuscì a superare il muro delle 1 000 yard guadagnate su corsa, guidando tutti i rookie della lega sia in yard corse che ricevute.

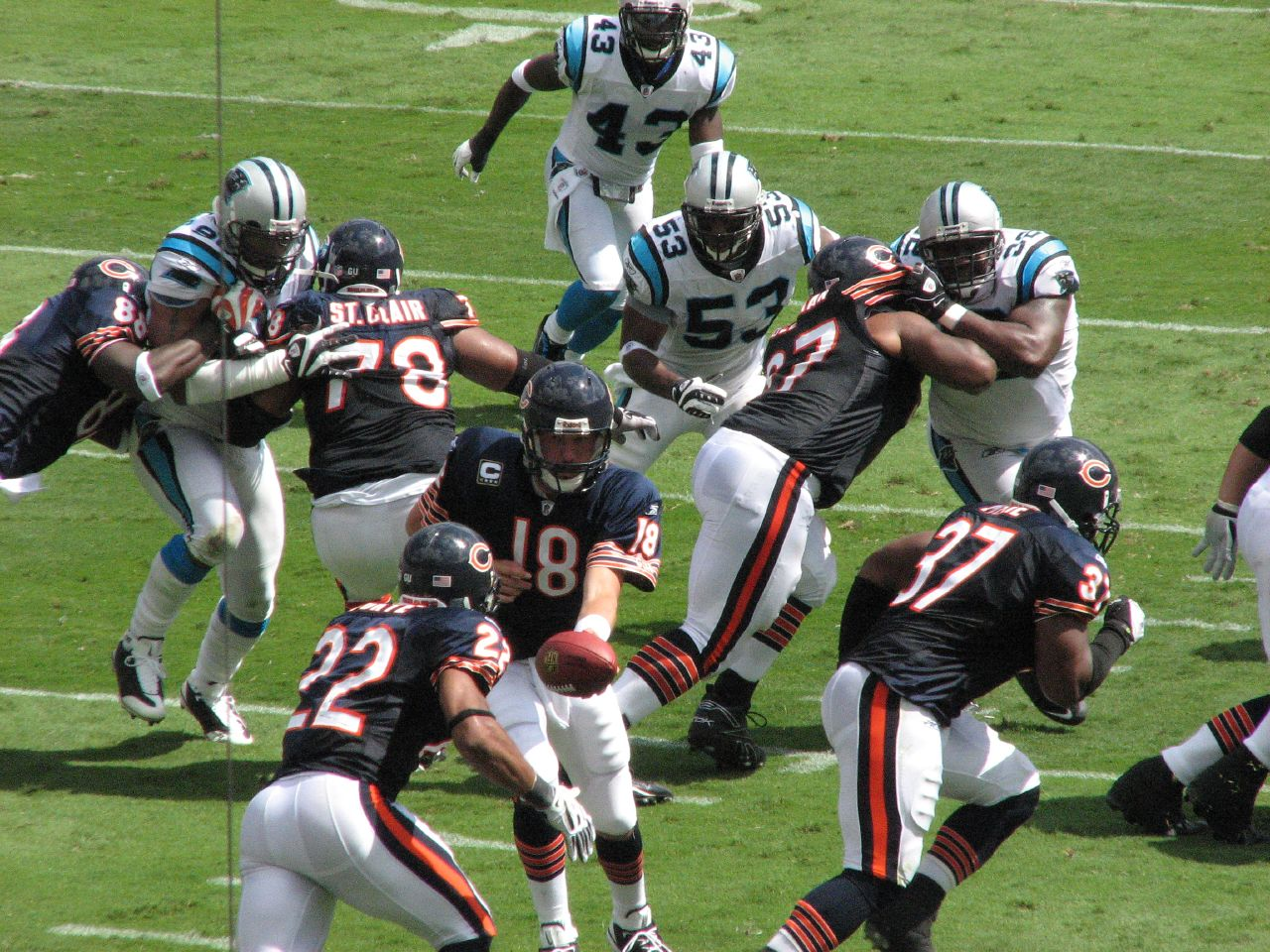
Forté mentre il riceve il pallone da Kyle Orton nel 2008.

#### Stagione 2009
Nella sua seconda stagione da professionista, Matt si confermò sui buoni livelli della prima annata. La sua miglior partita la disputò nella quarta settimana contro i Detroit Lions dove fece registrare 121 yard su corsa ed un touchdown. A fine stagione terminò giocando tutte le 16 gare stagionali come titolare con 929 yard corse, 8 touchdown su corsa e 4 su ricezione

#### Stagione 2010
Nella prima settimana della stagione, Forté mise a segno due touchdown su passaggi rispettivamente da 89 e 28 yard, che gli valsero il riconoscimento di miglior giocatore offensivo della settinana della NFC. Nella quinta settimana contro i Carolina Panthers vinse per la prima volta il riconoscimento di miglior running back della settimana. La sua stagione si concluse giocando nuovamente tutte le 16 gare come titolare, con 1 069 yard corse, 6 touchdown su corsa e 3 su ricezione

#### Stagione 2011
Nella vittoria contro i Carolina Panthers, giocata il 2 ottobre 2011, grazie ad un'ottima prestazione da 205 yard su corsa e un touchdown vinse il titolo di miglior running back della settimana. Nella partita contro i Kansas City Chiefs si distorse il legamento mediale collaterale, saltando le ultime 4 partite della stagione. A fine stagione comunque venne convocato per giocare il suo primo Pro Bowl e votato al 33º posto nella NFL Top 100, l'annuale classifica dei migliori cento giocatori della stagione.

#### Stagione 2012
Il 2 marzo 2012, Matt fu designato con la franchise tag dai Bears, togliendolo preventivamente dal mercato dei free agent. Il 16 luglio, dopo una lunga trattativa, Forté giunse a un accordo con la franchigia per un contratto quadriennale a una media di 8 milioni di dollari annuali, di cui 18 milioni di dollari complessivi garantiti.
Il 9 settembre, nel debutto stagionale vinto nettamente contro gli Indianapolis Colts per 41-21, Forté corse 80 yard e segnò un touchdown su corsa. Il giovedì successivo, nella sconfitta contro i Green Bay Packers, corse 31 yard su 7 tentativi e ricevette 4 passaggi per 49 yard prima di uscire per infortunio non facendo più ritorno in campo e venendo sostituito da Michael Bush.

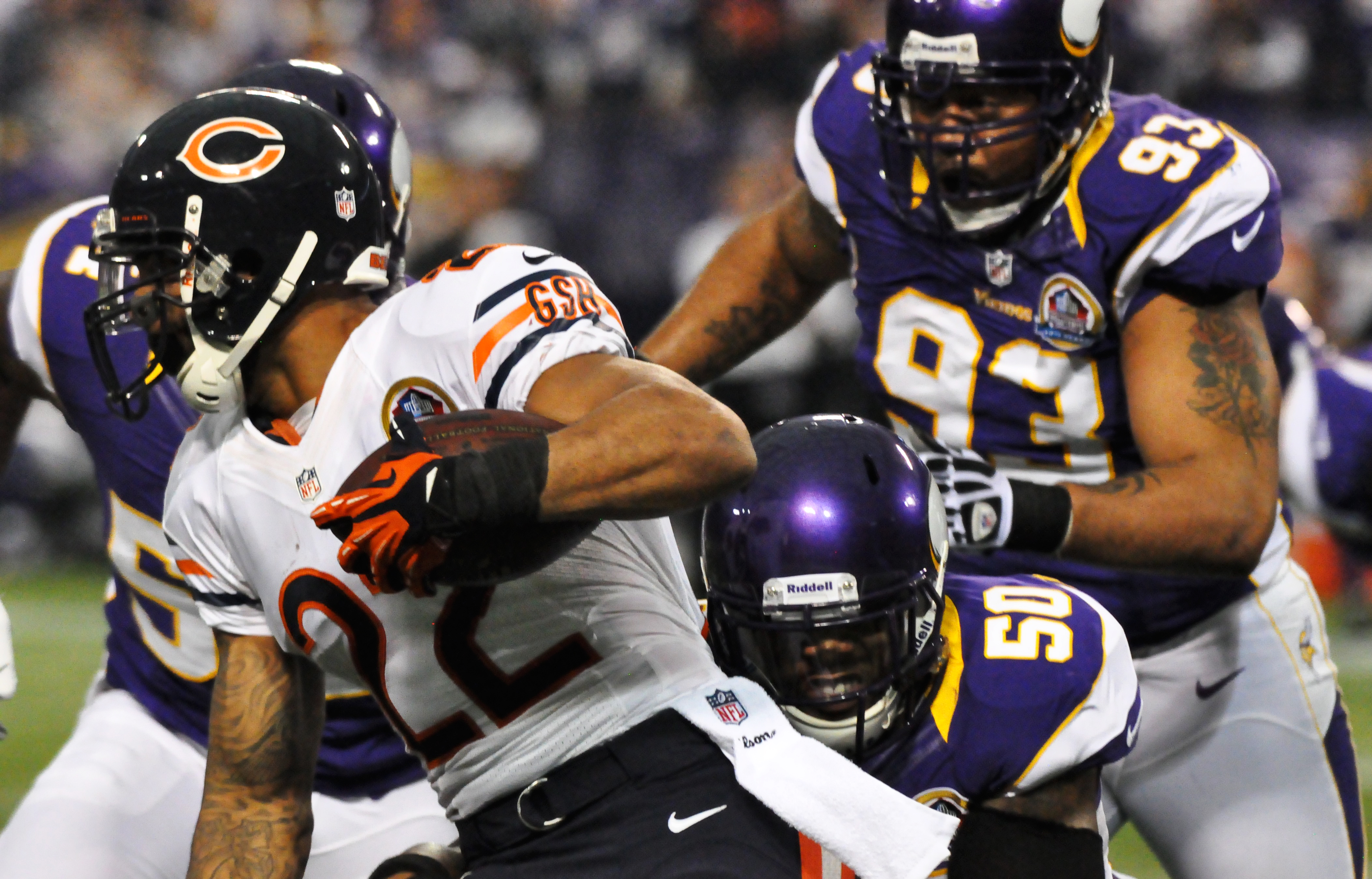
Forté nel 2012 contro i Vikings.

Dopo aver perso la partita della settimana 3 per un problema alla caviglia, Forté tornò nella settimana successiva quando i Bears si portarono sul record di 3-1 con la vittoria sui Cowboys nel Monday Night Football, guidando la squadra con 52 yard corse su 13 tentativi. Nella settimana 12, dopo aver corso 42 yard, Forté si infortunò nuovamente contro i Minnesota Vikings.
La contemporanea vittoria dei Vikings rese inutile la vittoria dei Bears nell'ultimo turno di campionato sui Lions, condannando la squadra a rimanere ancora fuori dai playoff malgrado 103 yard e un touchdown di Forté.

#### Stagione 2013

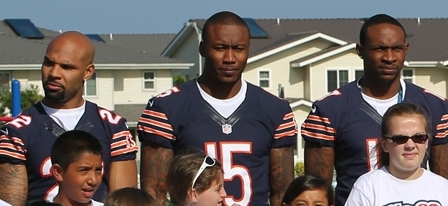
Da sinistra: Matt Forté, Brandon Marshall e Alshon Jeffery, 2014

Nella prima gara della stagione, Forté segnò un touchdown nella vittoria sui Cincinnati Bengals. Il secondo lo segnò due settimane dopo contro i Pittsburgh Steelers, contribuendo a mantenere i Bears imbattuti. Nel turno seguente corse 95 yard e segnò il suo terzo TD ma i Bears subirono la prima sconfitta stagionale ad opera dei Lions. Nella settimana 7 contro i Redskins, Forté divenne il primo running back dei Bears da Rashaan Salaam nel 1995 a segnare tre touchdown su corsa in una gara. Due settimane dopo corse 125 yard e segnò un touchdown nella vittoria nel Monday Night Football in casa dei Packers. Nella settimana 11 contro i Ravens campioni in carica segnò un TD su ricezione oltre a correre 83 yard, contribuendo alla vittoria ai supplementari dei Bears.
Nel quattordicesimo turno Forté corse 72 yard, ne ricevette 102 e segnò un touchdown su ricezione nella dominante vittoria dei Bears sui Cowboys nel Monday Night. Il 27 dicembre fu premiato con la seconda convocazione al Pro Bowl in carriera. Nell'ultima gara della stagione contro i Packers, una grande prova con tre touchdown di Matt (2 su corsa e uno su ricezione) non furono sufficienti a Chicago per vincere la partita, condannandola a rimanere fuori dai playoff per la sesta volta negli ultimi sette anni. La sua stagione si concluse al secondo posto nella lega con 1 339 yard corse, segnando 9 touchdown su corsa e 3 su ricezione, venendo votato al 91º posto nella NFL Top 100.

#### Stagione 2014
Il primo touchdown del 2014, Forté lo segnò su ricezione nella settimana 5 contro i Panthers. La settimana successiva arrivarono i primi due su corsa nella vittoria in casa dei Falcons. Ne segnò due anche nella settimana 12 nella vittoria sui Buccaneers che rovinò il ritorno del suo ex allenatore Lovie Smith a Chicago. Nell'ultima gara dell'anno stabilì un record NFL per un running back, ricevendo il suo 102º passaggio stagionale, superando i 101 di Larry Centers del 1995 (primato in seguito superato da Christian McCaffrey nel 2018). Nella stessa gara inoltre superò per il terzo anno consecutivo le mille yard corse, il quinto complessivo.

#### Stagione 2015
Nel 2015, circondato da voci su un suo imminente addio alla squadra a fine stagione, Forté guidò i Bears in yard corse (898) e touchdown totali (7), mentre la squadra si classificò all'ultimo posto della division con un record di sei vittorie e dieci sconfitte.

### New York Jets
Il 9 marzo 2016, Forté firmò con i New York Jets un contratto triennale da 12 milioni di dollari. Mise a segno i primi touchdown con la nuova maglia nella seconda gara dell'anno, una vittoria per 37-31 su Buffalo, in cui andò a segno tre volte e corse 100 yard.

## Palmarès
- Convocazioni al Pro Bowl: 2

2011, 2013
- Running back della settimana: 3

5ª del 2010, 4ª del 2011, 2ª del 2016
- Rookie della settimana: 1

12ª del 2008
- Miglior giocatore offensivo della NFC della settimana: 1

1ª del 2010
- PFWA All-Rookie Team - 2008

### Statistiche

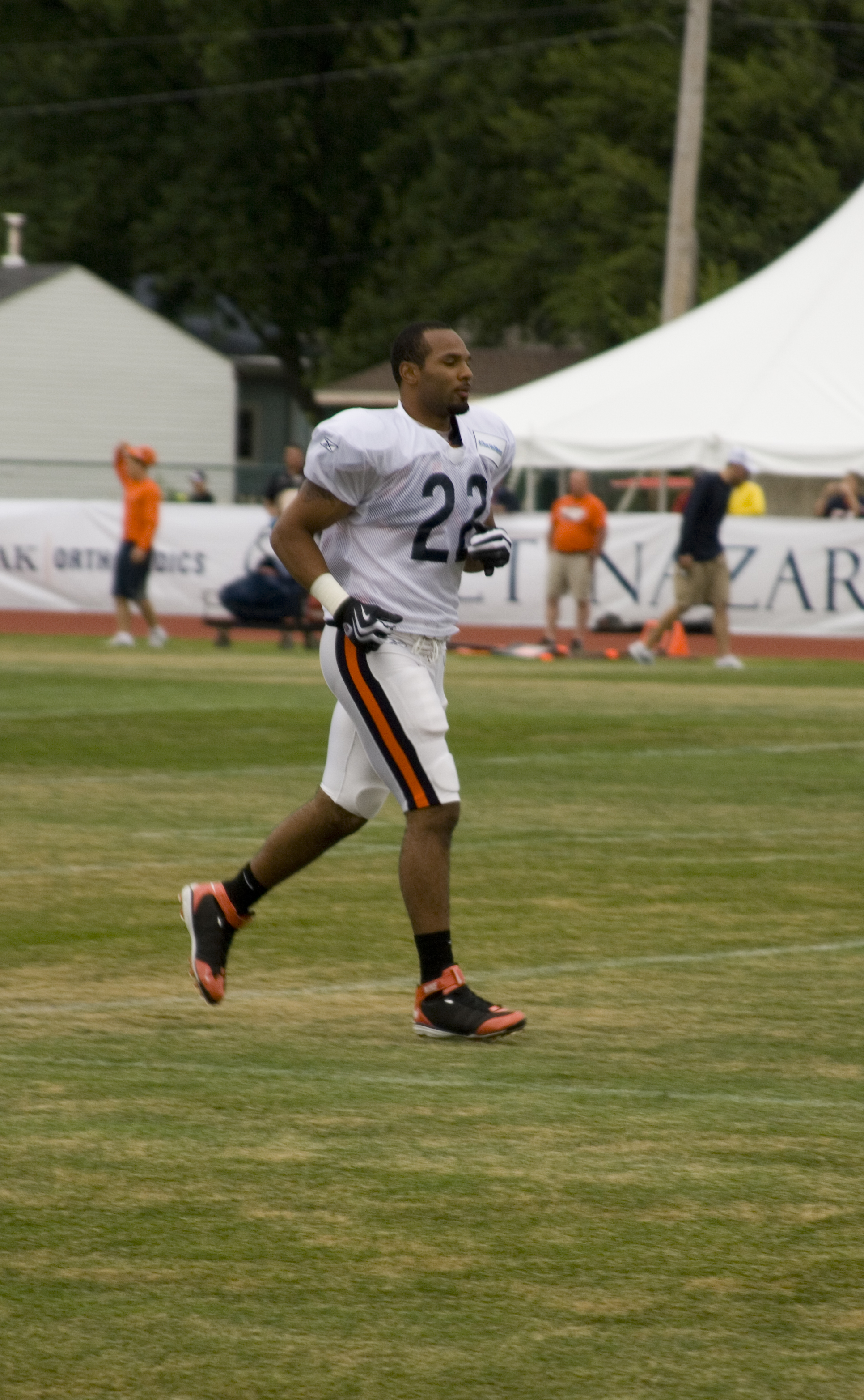
Forté nel training camp del 2009.

Fonte:
| Stagione | Squadra       | Gare | Gare | Corse | Corse | Corse | Corse | Corse | Ricezioni | Ricezioni | Ricezioni | Ricezioni | Ricezioni | Fumble | Fumble |
| Stagione | Squadra       | P    | PT   | Ten   | Yard  | Media | Max   | TD    | Ric       | Yard      | Media     | Max       | TD        | FUM    | Persi  |
| -------- | ------------- | ---- | ---- | ----- | ----- | ----- | ----- | ----- | --------- | --------- | --------- | --------- | --------- | ------ | ------ |
| 2008     | Chicago Bears | 16   | 16   | 316   | 1 238 | 3.9   | 50T   | 8     | 63        | 477       | 7.6       | 19        | 4         | 1      | 1      |
| 2009     | Chicago Bears | 16   | 16   | 258   | 929   | 3,6   | 61    | 4     | 57        | 471       | 8,3       | 37        | 0         | 6      | 3      |
| 2010     | Chicago Bears | 16   | 16   | 237   | 1 069 | 4,5   | 68T   | 6     | 51        | 547       | 10,7      | 89T       | 3         | 3      | 2      |
| 2011     | Chicago Bears | 12   | 12   | 203   | 997   | 4,9   | 46    | 3     | 52        | 490       | 9,4       | 56T       | 1         | 2      | 2      |
| 2012     | Chicago Bears | 15   | 15   | 248   | 1 094 | 4,4   | 46    | 5     | 44        | 340       | 7,7       | 47        | 1         | 2      | 1      |
| 2013     | Chicago Bears | 16   | 16   | 289   | 1 339 | 4,6   | 55    | 9     | 74        | 594       | 8,0       | 34        | 3         | 2      | 2      |
| 2014     | Chicago Bears | 16   | 16   | 266   | 1 038 | 3,9   | 32    | 6     | 102†      | 808       | 7,9       | 56        | 4         | 2      | 2      |
| 2015     | Chicago Bears | 13   | 13   | 218   | 898   | 4,1   | 27    | 4     | 44        | 389       | 8,8       | 38        | 3         | 2      | 1      |
|          | Totale        | 120  | 120  | 2 035 | 8 602 | 4,2   | 68    | 45    | 487       | 4 116     | 8,5       | 89        | 19        | 20     | 14     |